# Otachyrium
Otachyrium là một chi thực vật có hoa trong họ Hòa thảo (Poaceae).

## Loài
Chi Otachyrium gồm các loài: